# Benito Ramos
Benito Ramos Ramos (ur. 26 marca 1913 w Guadalajarze) – meksykański szermierz. Reprezentant Meksyku na czterech igrzyskach olimpijskich 1948 w Londynie, 1952 w Helsinkach, 1956 w Melbourne i 1960 w Rzymie.

## Igrzyska Olimpijskie 1948
W Londynie Ramos uczestniczył w konkursie indywidualnym i drużynowym szablistów oraz drużynowym szpadzistów. We wszystkich odpadł w pierwszej rundzie

## Igrzyska Olimpijskie 1952
W Helsinkach Ramos uczestniczył w turniejach indywidualnych florecistów, szpadzistów i szablistów. W turnieju florecistów odpadł w drugiej a w pozostałych w pierwszej rundzie.

## Igrzyska Olimpijskie 1956
W Melbourne Ramos uczestniczył w turniejach indywidualnych florecistów i szablistów. Tym razem odpadł w pierwszej rundzie turnieju florecistów a w drugiej szablistów

## Igrzyska Olimpijskie 1960
W Rzymie Ramos uczestniczył w turniejach indywidualnym i drużynowym szpadzistów oraz indywidualnym szablistów. W każdym odpadł w pierwszej rundzie.